# Nabu-Nadin-Zeri
Nabu-Nadin-Zeri byl babylonský král z 9. babylonské dynastie.

## Život
Nabu-Nadin-Zeri se stal babylonským králem po smrti svého otce Nabu-Nasira v roce 733 př. n. l. Ve druhém roce svého panování byl sesazen a zabit Nabu-Šumi-Ukínem II. O jeho vládě se nedochovaly žádné zprávy.